# Obročkanje ptic
Obročkanje ptic je v ornitologiji metoda za preučevanje selitev ptic, pri kateri raziskovalec pritrdi kovinski ali plastičen obroček na nogo ali perut ptiča, nakar ga izpusti nazaj v divjino. Na obročku, ki je narejen iz aluminija oz. podobnega lahkega materiala, je identifikacijska številka, s pomočjo katere je možno ob ponovnem ujetju ugotoviti, kje in kdaj je bil ptič obročkan. Poleg poteka selitvenih poti da metoda tudi množico podatkov o smrtnosti, življenjski dobi, populacijski dinamiki in mnogih drugih pojavih.

## Tehnike
Obročka se ptice, ujete v naravi ali mladiče v gnezdih. Pomembno je, da so mladiči toliko stari, da jim noge ne rastejo več, sicer bi utegnil obroček postati pretesen, ustrezno večji pa bi oviral mladiča. Starejše ptiče ornitologi lovijo v mreže ali ročno (npr. večje ptiče, kot so labodi). Ujetemu ptiču obroček, ki je dejansko upognjen trak, pritrdijo na golen tako, da ga stisnejo, pri čemer mora biti dovolj širok da se prosto premika. Ob tem po navadi ptiča tudi stehtajo in premerijo ter zapišejo nekatere druge podatke (npr. starost, ali se ptič goli ipd.), nato pa izpustijo. Podatki o številki obročka, natančnem kraju ulova, vrsti ptiča in njegovih merah gredo v mednarodno bazo podatkov, do katere imajo dostop nacionalne obročkovalske inštitucije.
Ko ptiča ponovno ujame drug (ali isti) ornitolog, lahko s pomočjo številke obročka iz baze podatkov razbere, kje in kdaj je bil ptič obročkan in nazadnje ujet. Svoj ulov prav tako vnese v bazo, podatki pa se lahko potem primerjajo in ugotavlja razdalja, ki jo je ptič preletel v tem času, koliko se je spremenila njegova teža, kako dolgo že živi ipd. Če se obročkanje izvaja dovolj dolgo in v dovoljšnjem obsegu, je možno te pojave spremljati na ravni populacije.
Pri drugih vrstah raziskav ornitologi pritrdijo na nogo ali perut ptiča kombinacijo raznobarvnih plastičnih obročkov. Na podlagi njih lahko spremljajo kje se nahajajo posamezni osebki kar s pomočjo daljnogleda, brez potrebe po ponovnem ulovu. Podobni metodi sta označevanje s plastičnimi ploščicami, pritrjenimi na perut, in sledenje s pomočjo radijskega ali satelitskega oddajnika. Te metode se uporabljajo predvsem za preučevanje večjih ptic.